# Штокавське наріччя

Мапа штокавських діалектів

Штокавське наріччя (сербохорв. штокавско наречје, štokavsko narječje) — основний діалект поліцентричної сербохорватської мови, що лежить в основі літературних стандартів сербської, хорватської, боснійської та чорногорської мов. Є частиною південнослов'янського континууму. Назва походить від питального займенника «що?» (što у західній формі, šta — у східній), на відміну від інших наріч кайкавського та чакавського (kaj і ča також означають «що?»).
Штокавським наріччям розмовляють у Сербії, Чорногорії, Боснії та Герцеґовині і на більшій території Хорватії, а також на півдні австрійського Бурґенланду. Виділяють сім штокавських піддіалектів.